# نوجة دة (هريس)
نوجة دة هي قرية في مقاطعة هريس، إيران. عدد سكان هذه القرية هو 430 في سنة 2006.